# Varsányi Anna
Varsányi Anna (Szeged, 1973. július 8. –) magyar dramaturg, drámaíró, műfordító, látványtervező.

## Élete
Egyetemi tanulmányait a szegedi József Attila Tudományegyetem angol-olasz szakán végezte 1991 és 1996 között. Ösztöndíjasként tanulmányokat folytatott Sienában (Olaszország) és Charlestonban (Egyesült Államok). 2001-től 2004-ig a Szegedi Divatiskolában divattervezést tanult. 2003-tól a Szegedi Nemzeti Színházban dolgozik dramaturgként, emellett számos darab jelmez- és díszlettervezője volt országszerte. 2015-ben Szilágyi Annamária színésznővel létrehozta az A and A Produkciót, mellyel minden évben színpadra állítanak egy előadást. 2016-ban Topmodell című produkciójuk meghívást kapott a Nemzetközi Kortárs Drámafesztiválra Jekatyerinburgba. 2017 óta szerzője az A and A produkció előadásainak. Mestere Bognár Róbert, József Attila-díjas műfordító, dramaturg.

## Drámái
- Hangulatvilágítás – Szeged, Városháza Udvara (2017) rendező: Szilágyi Annamária
- Hangulatjelentés – Szeged, Városháza Udvara (2017) rendező: Szilágyi Annamária
- Ünnep – Spirit Színház, Budapest (2019) rendező: Czeizel Gábor, Szeged, Városháza Udvara (2018) rendező: Szilágyi Annamária
- A bugaci határon – Szeged, Városháza Udvara (2019) rendező: Szilágyi Annamária
- Az eprésző kislány – Szegedi Nemzeti Színház (2021) rendező: Szilágyi Annamária
- Az öltöztető – Budapest (2021) rendező: Čarna Kršul
- New York csalogánya – Szeged, Városháza Udvara (2021) rendező: Szilágyi Annamária
- Fergeteges látogatás –  Turay Ida Színház (2021) rendező: Rozgonyi Ádám
- Esküvő után  – Szeged, Városháza Udvara (2022) rendező: Szilágyi Annamária
- Atmoszféra (társszerző) – Temesvári Nemzeti Színház (2022)
- Az eprésző kislány – Budaörsi Latinovits Színház (2022) rendező: Alföldi Róbert
- Home Again –Kugler Art Szalon, Budapest (2022) rendező: Roderick Hill
- Gong – Szegedi Pinceszínház (2023) rendező: Varga Bálint
- Anyák és lányok –  Szeged, Városháza Udvara (2023) rendező: Szilágyi Annamária
- Fergeteges komédia avagy Anyák és lányok –  Pécsi Harmadik Színház (2023) rendező: Vincze János
- Az öltöztető – Békéscsaba (2024) rendező: Tarsoly Krisztina
- Legjobb barátnők – Szegedi Pinceszínház (2024) rendező: Varsányi Anna
- Időpontom van
- Tavaszi hangok
- Régi játszmák
- LiveCam
- A szent
- Palahányó
- Frida
- Consuelo
- Félelem

## Fordításai
- Marcus Lloyd: Halálbiztos (RS9)
- Csehov: Sirály (Szegedi Nemzeti Színház)
- Martin McDonagh: Nagyon nagyon nagyon sötét anyag (Szegedi Nemzeti Színház)
- Nyikolaj Koljada: A topmodell (Szeged, Jekatyerinburg)
- Jérôme Tonnerre: Intim vallomások (Rózsavölgyi Szalon)
- Alexandr Mardany: Valentin nap éjszakája (Rózsavölgyi Szalon)
- Nyikolaj Koljada: Aranykígyó (Spirit Színház)
- Alexandr Mardany: Amerikai rulett
- Mike Yeaman: Nyerőszámok (Vidám Színpad)
- Jack Bradley: H.I.V. (RS9)
- Robin Hawdon: Kegyelemdöfés
- Peter Quilter: Judy
- Sirkku Peltola: A mama csizmájából szól a rádió
- Cédric Chapuis: Élet-ritmusra (Szegedi Nemzeti Színház, Pinceszínház, Budapest)

## Libretto fordítások
- Verdi: Ernani, Traviata, Rigoletto, Álarcosbál, Trubadúr
- Puccini: Tosca, Bohémélet, Pillangókisasszony, Köpeny
- Giordano: André Chénier
- Gounod: Faust
- Cilea: Adriana Lecouvreur
- Berlioz: Faust elkárhozása
- Bizet: Carmen
- Zandonai: Francesca da Rimini
- Leoncavallo: Bajazzók
- Mascagni: Parasztbecsület
- Wolf-Ferrari: Sly
- Rossini: Mózes
- Donizetti: Torkos csütörtök

## Díszlet
- 2023 Gong, Pinceszínház, Szeged
- 2023 Stein-Bock-Harnick: Hegedűs a háztetőn, Szegedi Nemzeti Színház
- 2022 Shakespeare: III. Richárd, Pinceszínház, Szeged
- 2022 Goldoni-Kiss: Házasság Palermóban, Pinceszínház, Szeged
- 2022 Büchner: Leonce és Léna, Szegedi Nemzeti Színház
- 2021 Purcell: Dido és Aeneas, Szegedi Nemzeti Színház
- 2020 Csehov: Sirály, Szegedi Nemzeti Színház
- 2018 Molnár Ferenc: Játék a kastélyban, Veres 1 Színház, Veresegyház
- 2017 Ken Ludwig: Hajszál híján Hollywood, Veres 1 Színház, Veresegyház
- 2017 Joao Bethencourt: New York-i páparablás, Veres 1 Színház, Veresegyház
- 2016 Vajda Katalin: Anconai szerelmesek, Veres 1 Színház, Veresegyház
- 2015 Rákos – Bornai: A mumus, Móricz Zsigmond Színház, Nyíregyháza
- 2015 Thuróczy Katalin: Pastorale, Szeged, Városháza Udvara
- 2012 Fésűs Éva: Palacsintás király, Szegedi Nemzeti Színház
- 2009 Ayckbourn: Mr. A., Szegedi Nemzeti Színház
- 2005, 2006, 2007 Bennett: Beszélő fejek 1,2,3, Szegedi Nemzeti Színház
- 2015 Per Olov Enquist: A nap 25. órája, Szegedi Nemzeti Színház

## Jelmez
- 2024 Szabó Magda: Az ajtó, Szegedi Nemzeti Színház
- 2023 Gong, Pinceszínház, Szeged
- 2023 Stein-Bock-Harnick: Hegedűs a háztetőn, Szegedi Nemzeti Színház
- 2022 Shakespeare: III. Richárd, Pinceszínház, Szeged
- 2022 Goldoni-Kiss: Házasság Palermóban, Pinceszínház, Szeged
- 2022 Büchner: Leonce és Léna, Szegedi Nemzeti Színház
- 2021 Csokonai: Karnyóné, Szegedi Pinceszínház
- 2020 Csehov: Sirály, Szegedi Nemzeti Színház
- 2020 Mozart: Cosi fan tutte, Szegedi Nemzeti Színház
- 2019 Tasnádi István: Időfutár, Szegedi Nemzeti Színház
- 2019 Molnár László-Szép Ernő: Május, Szegedi Nemzeti Színház
- 2019 Donizetti: Bolondokháza, Szegedi Nemzeti Színház
- 2018 Závada Pál: Utolsó üzlet, Szegedi Nemzeti Színház
- 2017 Agota Kristof: Az analfabéta, Rózsavölgyi Szalon, Budapest
- 2017 Neil LaBut: Valami csajok, Rózsavölgyi Szalon, Budapest
- 2016 Vajda Katalin: Anconai szerelmesek, Veres 1 Színház, Veresegyház
- 2016 Nyikolaj Koljada: Baba Chanel, Városháza Udvar, Szeged
- 2015 Rákos – Bornai: A mumus, Móricz Zsigmond Színház, Nyíregyháza
- 2015 Thuróczy Katalin: Pastorale, Szeged, Városháza Udvara
- 2015 Iván Sára: Ez történt Bécsben, Szegedi Nemzeti Színház
- 2014 Gioacchino Rossini: Hamupipőke, Szegedi Nemzeti Színház
- 2013 Virtuális Színház – Gála, Szent-Györgyi Albert Agóra
- 2012 Fésűs Éva: Palacsintás király, Szegedi Nemzeti Színház
- 2011 Pjotr Iljics Csajkovszkij: Anyegin, Szegedi Nemzeti Színház
- 2010 Maurice Ravel: L’enfant et les Sortilèges, Miskolci Operafesztivál, Miskolci Nemzeti Színház
- 2010 Franz Schubert: Cselre csel, Miskolci Operafesztivál, Miskolci Nemzeti Színház
- 2010 Maurice Ravel: L’heure espagnole, Miskolci Operafesztivál, Miskolci Nemzeti Színház
- 2009 Franz Joseph Haydn: La Canterina, Miskolci Operafesztivál, Miskolci Nemzeti Színház
- 2009 Christoph Willibald Gluck: Le Cadi Dupé, Miskolci Operafesztivál, Miskolci Nemzeti Színház
- 2009 Wolfgang Amadeus Mozart: L’Oca del Cairo, Miskolci Operafesztivál, Miskolci Nemzeti Színház
- 2009 Alan Ayckbourn: Mr A.,Szegedi Nemzeti Színház
- 2008 Rimszkij-Korszakov: Szadko, Miskolci Operafesztivál, Miskolci Nemzeti Színház
- 2008 Otto Nicolai: A windsori víg nők, Pécsi Nemzeti Színház
- 2008 Kodály: Háry János, Szegedi Nemzeti Színház
- 2007 Oscar Wilde: Bunbury, Szegedi Nemzeti Színház
- 2007 Alan Bennett: Beszélő fejek 3., Szegedi Nemzeti Színház
- 2007 Kálmán Imre: Cirkuszhercegnő, Szegedi Nemzeti Színház
- 2007 Darvasi László: Bolond Helga, Szegedi Nemzeti Színház
- 2007 Darvasi László: Trapiti, Szegedi Várjátékok
- 2007 Molière: Férjek iskolája, Szegedi Várjátékok
- 2007 Otto Nicolai: A windsori víg nők, Szegedi Nemzeti Színház
- 2007 Alan Bennett: Beszélő fejek 2., Szegedi Nemzeti Színház
- 2007 Martin McDonagh: Az alhangya, Szegedi Nemzeti Színház
- 2006 Giacchino Rossini: Hamupipőke, Szegedi Nemzeti Színház
- 2006 Anthony Burgess: Mechanikus narancs, Szegedi Nemzeti Színház
- 2006 Vántus István: Aranykoporsó, Szegedi Nemzeti Színház
- 2006 Alan Bennett: Beszélő fejek 1., Szegedi Nemzeti Színház
- 2005 Per Olov Enquist: A nap 25. órája, Szegedi Nemzeti Színház
- 2004 Balázs Ágnes: Andersen, Szegedi Nemzeti Színház
- 2004 Kopogós römi, Szegedi Nemzeti Színház
- 2003 Paisiello: A sevillai borbély, Muzsikáló Udvar, Szeged

## Kiállítások
- 2023 Látványtér 15, Vigadó, Budapest (csoportos kiállítás)
- 2017 Móra Ferenc Múzeum, Szeged
- 2014 REÖK, Szeged (csoportos kiállítás)
- 2010 Magyar Államkincstár, Szeged
- 2009 DiCapo Opera House, New York
- 2009 Magyar Állami Operaház, Budapest
- 2007 Kézműves Galéria, Szeged
- 2005 Nemzeti Színház, Budapest
- 2005 Lodz (Lengyelország)
- 2004 Orosházi Képtár
- 2003 JATE Aula, Szeged
- 2003 Nekem8, Kecskemét
- 2002 JATE Aula, Szeged
- 2001 Tiffany Galéria, Budapest
- 2001 Aranyhomok Szálló, Kecskemét

## Díjai, elismerései
- Kölcsey-érem (2020)